# Ото II (Брауншвайг-Харбург)
Вижте пояснителната страница за други личности с името Ото II.
Ото II, наричан Млади или Прочутия (на немски: Otto II, der Jüngere, der Berühmte; * 25 септември 1528, Харбург; † 26 октомври 1603, Харбург) от род Велфи (Среден Дом Брауншвайг-Люнебург), е от 1549 г. до смъртта си владетел на господство Харбург.

## Живот
Ото II е най-големият син на херцог Ото I от Брауншвайг-Люнебург-Харбург (1495 – 1549) и съпругата му Мета фон Кампе († 1580). Понеже фамилията Брауншвайг-Люнебург не признава брака на баща му той няма право да бъде последник херцог на Брауншвайг-Харбург. Той последва баща си в господство Харбург.
Ото II строи на дворец Харбург и се настанява там през 1551 г. През 1560 г. той започва и строежа на и капелата на двореца. Увеличава данъците, което води до недоволство в страната му. Заради епидемиите от чума между 1561 и 1577 г. населението намалява.

## Фамилия
Първи брак: на 8 септември 1551 г. с графиня Маргарета фон Шварцбург-Лойтенберг (1530 – 1559), вдовица на Хайнрих XV фон Гера „Млади“ († 1550), дъщеря на граф Йохан Хайнрих фон Шварцбург-Лойтенберг (1496 – 1555) и Маргарета фон Вайда († 1569). Тя умира при раждане на 16 март 1559 г. Двамата имат децата:
- Елизабет (1553 – 1618), ∞ 1582 граф Ерик Брахе фон Физингсборг (1552 – 1614)
- Ото Хайнрих (1555 – 1591), принц, ∞ 1588 Мари дьо Хенин-Литард († 1606)
- Йохан Хайнрих (* 23 февруари 1557, † 21 февруари 1619), отказва се от управлението
- дъщеря († 18 март 1559, малко след раждането)

Втори брак: на 8 октомври 1562 г. с графиня Хедвиг от Източна Фризия (1535 – 1616), дъщеря на граф Ено II от Източна Фризия (1505 – 1540) и графиня Анна фон Олденбург (1501 – 1575). С нея той има децата:
- Вилхелм Август (1564 – 1642), херцог на Брауншвайг-Харбург
- Ено (1565 – 1600), умира от едра шарка
- Анна Маргарета (1567 – 1643), прьопстин в абатство Кведлинбург
- Хайнрих (1568 – 1569)
- Хедвиг (1569 – 1620)
- Христоф (1570 – 1606), херцог на Брауншвайг-Харбург, ∞ 1604 принцеса Елизабет фон Брауншвайг-Волфенбютел (1567 – 1618)
- Ото III (1572 – 1641), херцог на Брауншвайг-Харбург, ∞ 1621 принцеса Хедвиг фон Брауншвайг-Волфенбютел (1580 – 1657)
- Йохан (1573 – 1625)
- Елизабет (1574 – 1575)
- Катарина София (1577 – 1665), ∞ граф Херман фон Шаумбург (1575 – 1634), син на Йобст II фон Холщайн-Шаумбург
- Фридрих (1578 – 1605), убит в битката при Кирххолм
- Август Фридрих (1580 – 1580)